# Acraea cervina
Acraea cervina är en fjärilsart som beskrevs av Charles Oberthür 1916. Acraea cervina ingår i släktet Acraea och familjen praktfjärilar. Inga underarter finns listade i Catalogue of Life.